# Edgar Iván Delgado
Edgar Iván Delgado (Cidade do México, 17 de março de 1997) é um ator de televisão mexicano.

## Filmografia

### Telenovelas
| Ano       | Titulo               | Personagem       | Ref.        |
| --------- | -------------------- | ---------------- | ----------- |
| 2018-2019 | Amar a muerte        | El Morro         | [ 4 ]       |
| 2017-2018 | Sin tu mirada        | Erasmo           | [ 5 ]       |
| 2016      | Corazón que miente   | /                |             |
| 2014      | La impostora         | Ramón Valenzuela | [ 6 ] [ 7 ] |
| 2012      | Porque el amor manda | Díscipulo        |             |

### Series de televisão
| Ano       | Titulo                        | Personagem         | Ref.   |
| --------- | ----------------------------- | ------------------ | ------ |
| 2022      | Por amor o por dinero         | Ele mismo          | [ 8 ]  |
| 2021      | La venganza de las Juanas     | Benny              | [ 9 ]  |
| 2021      | Un dia para vivir             | Federico           | [ 10 ] |
| 2021      | La rosa de Guadalupe          | Varios personagens |        |
| 2012-2017 | Como dice el dicho            | Varios persongens  |        |
| 2013      | Gossip Girl Acapulco          | Pablo Sandoval     | [ 11 ] |
| 2012      | Paramedicos                   | Claudio Cárdenas   |        |
| 2012      | Historias de la virgen morena | /                  |        |
| 2010      | Mujeres asesinas              | /                  |        |